# الصباحية (حجر)
'

تعديل مصدري - تعديل

الصباحية هي إحدى قرى عزلة الجول بمديرية حجر التابعة لمحافظة حضرموت، بلغ تعداد سكانها 353 نسمة حسب تعداد اليمن لعام 2004.